# User agent
Pour les articles homonymes, voir Agent.
 (mars 2015).
Si vous disposez d'ouvrages ou d'articles de référence ou si vous connaissez des sites web de qualité traitant du thème abordé ici, merci de compléter l'article en donnant les références utiles à sa vérifiabilité et en les liant à la section « Notes et références ».
Un user agent ou agent utilisateur est une application logicielle cliente qui utilise un protocole réseau particulier ; l'expression est principalement employée pour identifier l'application permettant aux internautes et aux moteurs de recherche de parcourir le Web. Les agents utilisateur du Web vont de la gamme des navigateurs (browser en anglais) jusqu'aux robots d'indexation (crawler en anglais), en passant par les lecteurs d'écran ou les navigateurs braille pour les personnes ayant une déficience physique.
Quand un internaute visite une page Web, une chaîne de caractères est généralement envoyée au serveur pour identifier l'agent utilisateur. Elle est incluse dans la requête HTTP par l'en-tête « User-Agent » et elle donne des informations comme : le nom de l'application, la version, le système d'exploitation, la langue, etc.
Les robots d'indexation incluent souvent une URL et/ou une adresse électronique si le webmestre veut contacter l'opérateur du robot. La chaîne « User-Agent » est l'un des critères utilisé pour exclure un certain nombre de pages ou une partie d'un site Web en utilisant le « protocole d'exclusion des robots » (robots.txt). Ceci permet aux webmestres qui estiment que certaines parties de leur site Web ne devraient pas être incluses dans les données recueillies par un robot en particulier, ou qu'un robot en particulier épuise trop la bande passante, de l'inviter à ne pas visiter ces pages.

## Modification
À des moments divers[évasif] de son histoire, l'utilisation du Web a été dominée par un navigateur et beaucoup de sites ont été conçus pour fonctionner avec celui-ci en particulier, plutôt que de suivre les normes telles que celles du W3C et de l'IETF.
Au niveau du code de ces sites[style à revoir], se situe une partie dédiée à la détection du navigateur. En fonction de ce que renvoie cette partie, le site retourne du contenu différent. Dans des cas extrêmes, il existe aussi des sites complètement inaccessibles.
Pour contrer ces pratiques, les divers navigateurs ont masqué ou détourné la chaîne, afin de s'identifier autrement au niveau du code de détection ; souvent, la véritable identité du navigateur est incluse plus loin dans la chaîne.
L'exemple le plus ancien est celui d'Internet Explorer qui utilise une chaîne User-Agent commençant par « Mozilla/<version> (compatible; MSIE<version>... », afin de recevoir le contenu destiné à Netscape Navigator, son rival principal au début de son développement. Il ne s'agit pas d'une référence au navigateur Firefox, développé beaucoup plus tard, mais au nom de code original pour le navigateur, qui était également le nom de la mascotte de la société Netscape.
Ce format de chaîne User-Agent a été depuis copié par d'autres, en partie parce qu'Internet Explorer est devenu, à son tour, le navigateur dominant.
Opera et Safari, des rivaux d'Internet Explorer, ont alors mis en place des systèmes où l'utilisateur peut choisir une fausse chaîne User-Agent pour l'envoyer. Certains, par exemple comme Safari, reproduisent entièrement la chaîne User-Agent ; d'autres, comme Opera, reproduisent la chaîne User-Agent mais ajoutent le véritable nom du navigateur à son extrémité. Cette dernière approche mène à une chaîne contenant trois noms et versions : en premier, la chaîne User-Agent prétend être Mozilla (Netscape Navigator), puis MSIE (Internet Explorer) et finalement Opera.
D'autres programmes utilisant le protocole HTTP, comme les outils de téléchargement ou les navigateurs en mode différé, ont la capacité de changer la chaîne User-Agent envoyée aux serveurs. Ceci pour être accepté par des serveurs qui refusaient de servir ces programmes tout de suite, ou pas du tout parce qu'ils sont la plupart du temps considérés comme responsable de la surcharge.
Ce cercle vicieux n'est pas près de s'arrêter dans le domaine des navigateurs Web. Quelques développeurs utilisant les standards ont commencé une campagne intitulée Viewable With Any Browser pour encourager les créateurs de page Web à respecter les standards officiels, et pas les particularités des navigateurs.
En 2005, beaucoup de sites Web sont devenus plus conformes aux normes qu'auparavant. À cause de cette modification, la part de marché des navigateurs comme Opera et Safari est souvent minimisée, alors que la part de marché des navigateurs plus populaires comme Mozilla Firefox et Internet Explorer est souvent exagérée.[réf. nécessaire]
La modification régulière de l'user-agent peut avoir un intérêt du point de vue de la protection de la vie privée, vu qu'il sera difficile de savoir si plusieurs user-agent sont du fait d'un seul ou de plusieurs utilisateurs. Il existe des extensions de navigateur permettant de changer périodiquement l'user-agent.

## Exemples

### Navigateurs
- Android
  - Sous Samsung Galaxy S Eclair (2.1) — Mozilla/5.0 (Linux; U; Android 2.1-update1; fr-fr; GTI9000 Build/ECLAIR) AppleWebKit/530.17 (KHTML, like Gecko) Version/4.0 Mobile Safari/530.17
  - Sous Samsung Galaxy S Froyo (2.2) — Mozilla/5.0 (Linux; U; Android 2.2; fr-fr; GT-I9000 Build/FROYO) AppleWebKit/533.1 (KHTML, like Gecko) Version/4.0 Mobile Safari/533.1
  - Sous Samsung Galaxy S Gingerbread (2.3.3) — Mozilla/5.0 (Linux; U; Android 2.3.3; fr-fr; GT-I9100 Build/GINGERBREAD) AppleWebKit/533.1 (KHTML, like Gecko) Version/4.0 Mobile Safari/533.1
  - Autres Android : Android U-A

- Amaya
  - Version 9.2.2 —  amaya/9.2.2 libwww/5.4.0

- Avant Browser :
  - Version très ancienne — Advanced Browser (http://www.avantbrowser.com)
  - Version ancienne — Avant Browser (http://www.avantbrowser.com)
  - Version récente — Mozilla/4.0 (compatible; MSIE 6.0; Windows NT 5.1; Avant Browser [avantbrowser.com]; iOpus-I-M; QXW03416; .NET CLR 1.1.4322)
    - En 2013 le navigateur utilise 3 moteurs de rendu :
      - Version 12.5.0 sous Windows 7 avec Trident - Mozilla/5.0 (compatible; MSIE 9.0; Windows NT 6.1; WOW64; Trident/5.0; NP06; Avant Browser)
      - Version 12.5.0 sous Windows 7 avec Gecko - Mozilla/5.0 (Windows NT 6.1; WOW64; rv:25.0; Avant TriCore) Gecko/20100101 Firefox/25.0
      - Version 12.5.0 sous Windows 7 avec WebKit - Mozilla/5.0 (Windows NT 6.1; WOW64; Avant TriCore) AppleWebKit/537.36 (KHTML, like Gecko) Chrome/30.0.1599.101 Safari/537.36

- Beamrise :
  - Version 17.2.0.12 -  Mozilla/5.0 (Windows NT 6.1; WOW64) AppleWebKit/535.8 (KHTML, like Gecko) Beamrise/17.2.0.12 Chrome/17.0.939.0 Safari/535.8

- ELinks
  - Version 0.4pre5 sous Linux —  ELinks (0.4pre5; Linux 2.4.27 i686; 80x25)

- Firebird (Ancien nom de Firefox)
  - Version 0.6.1 -  Mozilla/5.0 (Macintosh; U; PPC Mac OS X Mach-O; en-US; rv:1.5a) Gecko/20030728 Mozilla Firebird/0.6.1
  - Version 0.7 -   Mozilla/5.0 (X11, U, Linux i686, en-US, rv:1.5) Gecko/20031206 Firebird/0.7

- Firefox
  - L'élément caractéristique de Mozilla Firefox est la chaîne de caractères « Firefox ».

| Version       | O.S.                     | User Agent                                                                                               |
| ------------- | ------------------------ | --- |
| 1.0           | Windows XP               | Mozilla/5.0 (Windows; U; Windows NT 5.1; en-US; rv:1.7.5) Gecko/20041202 Firefox/1.0                     |
| 1.0.4         | Ubuntu Linux, avec AMD64 | Mozilla/5.0 (X11; U; Linux x86_64; en-US; rv:1.7.6) Gecko/20050512 Firefox                               |
| 1.0.4         | FreeBSD 5.4 avec i386    | Mozilla/5.0 (X11; U; FreeBSD i386; en-US; rv:1.7.8) Gecko/20050609 Firefox/1.0.4                         |
| 1.0.6         | Windows XP               | Mozilla/5.0 (Windows; U; Windows NT 5.1; en-US; rv:1.7.10) Gecko/20050716 Firefox/1.0.6                  |
| 1.0.7         | Mac OS X 10.3 PPC        | Mozilla/5.0 (Macintosh; U; PPC Mac OS X Mach-O; en-US; rv:1.7.12) Gecko/20050915 Firefox/1.0.7           |
| 1.5b1         | Windows XP               | Mozilla/5.0 (Windows; U; Windows NT 5.1; en-US; rv:1.8b4) Gecko/20050908 Firefox/1.4                     |
| 1.5           | Windows XP               | Mozilla/5.0 (Windows; U; Windows NT 5.1; fr; rv:1.8) Gecko/20051111 Firefox/1.5                          |
| 2.0           | Windows XP               | Mozilla/5.0 (Windows; U; Windows NT 5.1; fr; rv:1.8.1) Gecko/20061010 Firefox/2.0                        |
| 2.0           | Ubuntu Linux             | Mozilla/5.0 (X11; U; Linux i686; fr; rv:1.8.1.1) Gecko/20060601 Firefox/2.0.0.1 (Ubuntu-edgy)            |
| 2.0.0.6       | Ubuntu Linux, avec AMD64 | Mozilla/5.0 (X11; U; Linux x86_64; en-US; rv:1.8.1.6) Gecko/20071008 Ubuntu/7.10 (gutsy) Firefox/2.0.0.6 |
| 2.0.0.14      | Windows XP               | Mozilla/5.0 (Windows; U; Windows NT 5.1; fr; rv:1.8.1.14) Gecko/20080404 Firefox/2.0.0.14                |
| 2.0.0.20      | Windows 7                | Mozilla/5.0 (Windows; U; Windows NT 6.1; fr; rv:1.8.1.20) Gecko/20081217 Firefox/2.0.0.20                |
| 2.0.0.21      | Haiku                    | Mozilla/5.0 (BeOS; U; Haiku BePC; en-US; rv:1.8.1.21) Gecko/20090218 Firefox/2.0.0.21                    |
| 3.0b5         | Ubuntu Linux             | Mozilla/5.0 (X11; U; Linux i686; fr; rv:1.9b5) Gecko/2008041514 Firefox/3.0b5                            |
| 3.0.1         | Windows XP               | Mozilla/5.0 (Windows; U; Windows NT 5.1; fr; rv:1.9.0.1) Gecko/2008070208 Firefox/3.0.1                  |
| 3.0.1         | Windows Vista            | Mozilla/5.0 (Windows; U; Windows NT 6.0; fr; rv:1.9.0.1) Gecko/2008070208 Firefox/3.0.1                  |
| 3.0.3         | Mac OS X 10.5            | Mozilla/5.0 (Macintosh; U; Intel Mac OS X 10.5; fr; rv:1.9.0.3) Gecko/2008092414 Firefox/3.0.3           |
| 3.0.4         | Fedora 10                | Mozilla/5.0 (X11; U; Linux x86_64; fr; rv:1.9.0.4) Gecko/2008111217 Fedora/3.0.4-1.fc10 Firefox/3.0.4    |
| 3.0.4         | OpenSolaris              | Mozilla/5.0 (X11; U; SunOS i86pc; fr; rv:1.9.0.4) Gecko/2008111710 Firefox/3.0.4                         |
| 3.1b2         | Windows 7                | Mozilla/5.0 (Windows; U; Windows NT 6.1; fr; rv:1.9.1b2) Gecko/20081201 Firefox/3.1b2                    |
| 3.5.1         | Linux                    | Mozilla/5.0 (X11; U; Linux i686; fr; rv:1.9.1.1) Gecko/20090715 Firefox/3.5.1                            |
| 3.6           | Windows 7                | Mozilla/5.0 (Windows; U; Windows NT 6.1; fr; rv:1.9.2) Gecko/20100115 Firefox/3.6                        |
| 4.0.1         | Debian                   | Mozilla/5.0 (X11; Linux x86_64; rv:2.0.1) Gecko/20100101 Firefox/4.0.1                                   |
| 5.0           | Windows XP               | Mozilla/5.0 (Windows NT 5.1; rv:5.0) Gecko/20100101 Firefox/5.0                                          |
| 5.0           | Android                  | Mozilla/5.0 (Android; Linux armv7l; rv:5.0) Gecko/20110615 Firefox/5.0 Fennec/5.0                        |
| 15.0.1        | Windows XP               | Mozilla/5.0 (Windows NT 5.1; rv:15.0) Gecko/20100101 Firefox/15.0.1                                      |
| 19.0.2        | OpenSuse                 | Mozilla/5.0 (X11; Linux x86_64; rv:19.0) Gecko/20100101 Firefox/19.0                                     |
| 19.0.2        | Android                  | Mozilla/5.0 (Android; Tablet; rv:19.0) Gecko/19.0 Firefox/19.0                                           |
| 34.0          | Linux Mint 17            | Mozilla/5.0 (X11; Ubuntu; Linux x86_64; rv:34.0) Gecko/20100101 Firefox/34.0                             |
| 64.0 64 bits  | Windows 8 64 bits        | Mozilla/5.0 (Windows NT 6.3; Win64; x64; rv:64.0) Gecko/20100101 Firefox/64.0                            |
| 129.0 64 bits | Windows 11               | Mozilla/5.0 (Windows NT 10.0; Win64; x64; rv:129.0) Gecko/20100101 Firefox/129.0                         |

- Google Chrome :

| Version       | O.S.                | User Agent |  |
| ------------- | ------------------- | --- |  |
| 0.2.149.27    | Windows XP          | Mozilla/5.0 (Windows; U; Windows NT 5.1; en-US) AppleWebKit/525.13 (KHTML, like Gecko) Chrome/0.2.149.27 Safari/525.13           |  |
| 3.0.195.0     | Linux               | Mozilla/5.0 (X11; U; Linux i686 (x86_64); en-US) AppleWebKit/532.0 (KHTML, like Gecko) Chrome/3.0.195.0 Safari/532.0             |  |
| 4.0.202.0     | Linux               | Mozilla/5.0 (X11; U; Linux x86_64; en-US) AppleWebKit/532.0 (KHTML, like Gecko) Chrome/4.0.202.0 Safari/532.0                    |  |
| 13.0.782.107  | Windows Vista       | Mozilla/5.0 (Windows NT 6.0) AppleWebKit/535.1 (KHTML, like Gecko) Chrome/13.0.782.107 Safari/535.1                              |  |
| 14.0.835.186  | Windows 7           | Mozilla/5.0 (Windows NT 6.1) AppleWebKit/535.1 (KHTML, like Gecko) Chrome/14.0.835.186 Safari/535.1                              |  |
| 21.0.1180.75  | Windows 7 (64 bits) | Mozilla/5.0 (Windows NT 6.1; WOW64) AppleWebKit/537.1 (KHTML, like Gecko) Chrome/21.0.1180.75 Safari/537.1                       |  |
| 26.0.1410.43  | Linux               | Mozilla/5.0 (X11; Linux x86_64) AppleWebKit/537.31 (KHTML, like Gecko) Chrome/26.0.1410.43 Safari/537.31                         |  |
| 26.0.1410.49  | Android             | Mozilla/5.0 (Linux; Android 4.2.2; Nexus 7 Build/JDQ39) AppleWebKit/537.31 (KHTML, like Gecko) Chrome/26.0.1410.49 Safari/537.31 |  |
| 27.0.1453.110 | Windows 7           | Mozilla/5.0 (Windows NT 6.1) AppleWebKit/537.36 (KHTML, like Gecko) Chrome/27.0.1453.110 Safari/537.36                           |  |
| 39.0          | Linux Mint 17       | Mozilla/5.0 (X11; Linux x86_64) AppleWebKit/537.36 (KHTML, like Gecko) Chrome/39.0.2171.99 Safari/537.36                         |  |

- iCab
  - Version 3.0.2 sous Mac OS X —  Mozilla/5.0 (compatible; iCab 3.0.2; Macintosh; U; PPC Mac OS X)

- Internet Explorer[IE 1],[IE 2]
  - L'élément caractéristique d'Internet explorer jusqu'à la version 10 est la chaîne « MSIE » (mise à part la v1.0).
  - Les chaînes « .NET CLR ... » correspondent aux Frameworks .NET installés sur la machine.
  - La chaîne « Media Center PC .. » est présente si Media Center est installé sur la machine, présent dans Windows XP Media Center, Windows Vista Premium et Intégrale.
  - La chaîne « Trident/4.0 » sert à identifier Internet Explorer 8, en effet en mode de compatibilité Internet Explorer change son User Agent avec "MSIE 7.0" mais garde la chaine " Trident/4.0" pour l'identifier.
  - La chaîne « Trident/5.0 » sert à identifier Internet Explorer 9, en effet en mode de compatibilité Internet Explorer change son User Agent avec "MSIE 7.0" mais garde la chaine " Trident/5.0" pour l'identifier.
  - La chaîne « Trident/6.0 » sert à identifier Internet Explorer 10, en effet en mode de compatibilité Internet Explorer change son User Agent avec "MSIE 7.0" mais garde la chaine " Trident/6.0" pour l'identifier.
  - La chaîne « Trident/7.0 » sert à identifier Internet Explorer 11, en effet en mode de compatibilité Internet Explorer change son User Agent avec "MSIE 7.0" mais garde la chaine " Trident/7.0" pour l'identifier.
  - La chaîne « Tablet PC » est présente si le service Tablet PC est installé sur la machine.
  - La chaîne « Win64; IA64 » est présente lorsque le système a un processeur Intel 64-bit.
  - La chaîne « Win64; x64 » est présente lorsque le système a un processeur AMD 64-bit.
  - La chaîne « WOW64 » est présente lorsqu'Internet Explorer 32-bit tourne sur un système 64-bit.

Vous pouvez modifier votre User Agent sur cette page : Microsoft EnhanceIE
| Version                  | O.S.                          | User Agent |
| ------------------------ | ----------------------------- | --- |
| 1.0                      | Windows 95                    | Microsoft Internet Explorer/4.0b1 (Windows 95) |
| 1.5                      | Windows NT                    | Mozilla/1.22 (compatible; MSIE 1.5; Windows NT) |
| 2.0                      | Windows 95                    | Mozilla/1.22 (compatible; MSIE 2.0; Windows 95) |
| 3.01                     | Windows 98                    | Mozilla/2.0 (compatible; MSIE 3.01; Windows 98) |
| 5.0                      | SunOS                         | Mozilla/4.0 (compatible; MSIE 5.0; SunOS 5.9 sun4u; X11) |
| 5.2                      | Mac OS X                      | Mozilla/4.0 (compatible; MSIE 5.23; Mac_PowerPC) |
| 5.5                      | Windows 2000                  | Mozilla/4.0 (compatible; MSIE 5.5; Windows NT 5.0) |
| 6.0 MSN Explorer         | Windows 98                    | Mozilla/4.0 (compatible; MSIE 6.0; MSN 2.5; Windows 98) |
| 6.0                      | Windows Server 2003           | Mozilla/4.0 (compatible; MSIE 6.0; Windows NT 5.2; SV1; .NET CLR 1.1.4322) |
| 7.0 beta                 | Windows XP                    | Mozilla/4.0 (compatible; MSIE 7.0b; Windows NT 5.1) |
| 7.0                      | Windows XP SP2                | Mozilla/4.0 (compatible; MSIE 7.0; Windows NT 5.1) |
| 7.0                      | Windows Vista                 | Mozilla/4.0 (compatible; MSIE 7.0; Windows NT 6.0) |
| 7.0                      | Windows Server 2008           | Mozilla/4.0 (compatible; MSIE 7.0; Windows NT 6.0; SLCC1; .NET CLR 2.0.50727) |
| 8.0 beta                 | Windows Vista                 | Mozilla/4.0 (compatible; MSIE 8.0; Windows NT 6.0; Trident/4.0; GoogleT5; SLCC1; .NET CLR 2.0.50727; Media Center PC 5.0; .NET CLR 3.0.04506; .NET CLR 1.1.4322)                                                |
| 8.0 beta 32-bit          | Windows Vista 64-bit          | Mozilla/4.0 (compatible; MSIE 8.0; Windows NT 6.0; WOW64; Trident/4.0) |
| 8.0 beta 64-bit          | Windows Vista 64-bit          | Mozilla/4.0 (compatible; MSIE 8.0; Windows NT 6.0; Win64; x64; Trident/4.0) |
| 8.0 beta                 | Windows 7                     | Mozilla/4.0 (compatible; MSIE 8.0; Windows NT 6.1; Trident/4.0; SLCC2; .NET CLR 2.0.50727; .NET CLR 3.5.30729; .NET CLR 3.0.30729; Media Center PC 6.0)                                                         |
| 8.0                      | Windows Server 2003           | Mozilla/4.0 (compatible; MSIE 8.0; Windows NT 5.2; Trident/4.0; .NET CLR 2.0.50727; .NET CLR 3.0.04506.648; .NET CLR 3.5.21022; .NET CLR 4.0.20506)                                                             |
| 9.0                      | Windows Vista 64-bit          | Mozilla/5.0 (compatible; MSIE 9.0; Windows NT 6.0; Trident/5.0) |
| 9.0 (mode compatibilité) | Windows Vista 64-bit          | Mozilla/4.0 (compatible; MSIE 7.0; Windows NT 6.0; Trident/5.0; SLCC1; .NET CLR 2.0.50727; Media Center PC 5.0; .NET CLR 3.5.30729; .NET CLR 3.0.30729; OfficeLiveConnector.1.5; OfficeLivePatch.1.3; .NET4.0C) |
| 10.0                     | Windows 8 64-bit              | Mozilla/5.0 (compatible; MSIE 10.0; Windows NT 6.2; Win64; x64; Trident/6.0) |
| 11.0                     | Windows 8 64-bit              | Mozilla/5.0 (Windows NT 6.3; Trident/7.0; rv:11.0) like Gecko |
| 11.0                     | Windows 10 avec écran tactile | Mozilla/5.0 (Windows NT 10.0; WOW64; Trident/7.0; Touch; rv:11.0) like Gecko |

- Internet Explorer Mobile
  - Microsoft Pocket Internet Explorer/0.6
  - Mozilla/1.1 (compatible; MSPIE 2.0; Windows CE)
  - Sous Windows Mobile 2003 — Mozilla/4.0 (compatible; MSIE 4.01; Windows CE; PPC; 240x320)
  - Sous Windows Mobile 2003 Deuxième Édition, sur un Smartphone Motorola MPx220 — MOT-MPx220/1.400 Mozilla/4.0 (compatible; MSIE 4.01; Windows CE; Smartphone; 176x220)
  - Sous Windows Mobile 2005, sur un Smartphone Orange SPV C600 — Mozilla/4.0 (compatible; MSIE 4.01; Windows CE; Smartphone; 240x320; SPV C600; OpVer 11.1.22.7)
  - Sous Windows Mobile 6, sur un Smartphone HTC Touch — HTC-P3450 orange/PPC; 240x320; OpVer 23.114.2.741 (compatible; MSIE 6.0; Windows CE; IEMobile 2.12)
  - Sous Windows Phone 7, sur un Smartphone Samsung Omnia 7 — Mozilla/4.0 (compatible; MSIE 7.0; Windows Phone OS 7.0; Trident/3.1; IEMobile/7.0; SAMSUNG; OMNIA7)
  - Sous Windows Phone 8, sur un Smartphone Nokia Lumia 820 — Mozilla/5.0 (compatible; MSIE 10.0; Windows Phone 8.0; Trident/6.0; IEMobile/10.0; ARM; Touch; NOKIA; Lumia 820)

- Konqueror
  - L'élément caractéristique de Konqueror est la chaîne « Konqueror »

| Version                      | O.S.             | User Agent                                                                                                  |
| ---------------------------- | ---------------- | --- |
| 3.1 (Français)               | Linux            | Mozilla/5.0 (compatible; Konqueror/3.1; Linux 2.4.22-10mdk; X11; i686; fr, fr_FR)                           |
| 3.5 (informations minimales) | Linux            | Mozilla/5.0 (compatible; Konqueror/3.5) KHTML/3.5.0 (like Gecko)                                            |
| 4.1                          | Linux Fedora 10  | Mozilla/5.0 (compatible; Konqueror/4.1; Linux; X11) KHTML/4.1.3 (like Gecko) Fedora/4.1.3-3.fc10            |
| 4.2.1                        | Linux Fedora 10  | Mozilla/5.0 (compatible; Konqueror/4.2; Linux; X11) KHTML/4.2.1 (like Gecko) Fedora/4.2.1-4.fc10            |
| 4.7 beta 1 (KHTML)           | Chakra GNU/Linux | Mozilla/5.0 (X11; Linux i686) AppleWebKit/533.3 (KHTML, like Gecko) konqueror/4.6.80 Safari/533.3           |
| 4.7 beta 1 (Webkit)          | Chakra GNU/Linux | Mozilla/5.0 (X11; U; Linux i686; fr-FR) AppleWebKit/533.3 (KHTML, like Gecko) konqueror/4.6.80 Safari/533.3 |

- Links
  - Version 0.99pre14 avec Cygwin sous Windows 2000 —  Links (0.99pre14; CYGWIN_NT-5.0 1.5.16(0.128/4/2) i686; 80x25)
  - Version 2.1pre17 avec Gentoo Linux —  Links (2.1pre17; Linux 2.6.11-gentoo-r8 i686; 80x24)

- Lunascape
  - Version 5.1.2 sous Windows XP
    - Avec Trident: Mozilla/4.0 (compatible; MSIE 7.0; Windows NT 5.1; Trident/4.0; .NET CLR 2.0.50727; .NET CLR 3.0.4506.2152; .NET CLR 3.5.30729; .NET CLR 1.1.4322; Lunascape 5.1.2.3)
    - Avec Gecko: Mozilla/5.0 (Windows; U; Windows NT 5.1; fr; rv:1.9.1) Gecko/20090701 Firefox/3.5 Lunascape/5.1.2.3
    - Avec Webkit: Mozilla/5.0 (Windows; U; Windows NT 5.1; fr-FR) AppleWebKit/528+ (KHTML, like Gecko, Safari/528.0) Lunascape/5.1.2.0

  - Version 6.3.4 sous Windows Vista 64 bits
    - Avec Trident: Mozilla/4.0 (compatible; MSIE 8.0; Windows NT 6.0; WOW64; Trident/4.0; SLCC1; .NET CLR 2.0.50727; Media Center PC 5.0; .NET CLR 3.0.30729; .NET CLR 3.5.30729; .NET4.0C; .NET4.0E; InfoPath.3; FDM; Lunascape 6.3.4.23051)
    - Avec Gecko: Mozilla/5.0 (Windows; U; Windows NT 6.0; fr; rv:1.9.1.15) Gecko/20101029 Firefox/3.5.15 Lunascape/6.3.4.23051
    - Avec Webkit: Mozilla/5.0 (Windows; U; Windows NT 6.0; fr-FR) AppleWebKit/533.3 (KHTML, like Gecko) Lunascape/6.3.4.23051 Safari/533.3

  - Version 6.5.0 sous Windows Vista 64 bits
    - Avec Trident: Mozilla/5.0 (compatible; MSIE 9.0; Windows NT 6.0; WOW64; Trident/5.0; SLCC1; .NET CLR 2.0.50727; Media Center PC 5.0; .NET CLR 3.0.30729; .NET CLR 3.5.30729; .NET4.0C; .NET4.0E; InfoPath.3; FDM; Lunascape 6.5.0.24018)
    - Avec Gecko: Mozilla/5.0 (Windows; U; Windows NT 6.0; fr; rv:1.9.2.17) Gecko/20110524 Firefox/3.6.17 Lunascape/6.5.0.24018 (.NET CLR 3.5.30729; .NET4.0E)
    - Avec Webkit: Mozilla/5.0 (Windows NT 6.0; WOW64) AppleWebKit/534.24 (KHTML, like Gecko) Lunascape/6.5.0.24018 Safari/534.24

- Lynx
  - Version 2.8.4rel.1 sous Linux —  Lynx/2.8.4rel.1 libwww-FM/2.14
  - Version 2.8.6 sous Fedora — Lynx/2.8.6rel.5 libwww-FM/2.14 SSL-MM/1.4.1 OpenSSL/0.9.8g

- Midori
  - Version 0.1.1 sous Ubuntu Linux avec AMD64 — Mozilla/5.0 (X11; U; Linux x86_64; en-us) AppleWebKit/528.5+ (KHTML, like Gecko, Safari/528.5+) midori

- Minimo
  - Version 0.007 sous Windows Mobile 2003 — Mozilla/5.0 (Windows; U; Windows CE 4.21; rv:1.8b4) Gecko/20050720 Minimo/0.007

- Netscape (basées sur Mozilla)
  - Version 7 sous Sun Solaris 8 —  Mozilla/5.0 (X11; U; SunOS sun4u; en-US; rv:1.0.1) Gecko/20020920 Netscape/7.0
  - Version 7.1 sous Windows XP — Mozilla/5.0 (Windows; U; Windows NT 5.1; en-US; rv:1.4) Gecko/20030624 Netscape/7.1 (ax)
  - Version 8.0.1 sous Windows XP qui utilise Gecko —   Mozilla/5.0 (Windows; U; Windows NT 5.1; en-US; rv:1.7.5) Gecko/20050519 Netscape/8.0.1
  - Version 8.0.1 sous Windows XP qui utilise MSHTML (avec .NET installé)  —   Mozilla/4.0 (compatible; MSIE 6.0; Windows NT 5.1; SV1; .NET CLR 1.1.4322; .NET CLR 2.0.50215) Netscape/8.0.1

- Netscape Navigator (propriétaire)
  - Version 3.0 sous SunOS (sécurité faible) — Mozilla/3.0 (X11; I; SunOS 5.4 sun4m)
  - Version 4.61 sous Macintosh (sécurité faible) — Mozilla/4.61 (Macintosh; I; PPC)
  - Version 4.61 sous OS/2 (sécurité forte) — Mozilla/4.61 [en] (OS/2; U)
  - Version 4.7 sous Macintosh — Mozilla/4.7C-CCK-MCD {C-UDP; EBM-APPLE} (Macintosh; I; PPC)
  - Version 4.8 sous Windows 2000 — Mozilla/4.8 [en] (Windows NT 5.0; U)

- Nokia :
  - 3230 — Nokia3230/2.0 (5.0614.0) SymbianOS/7.0s Series60/2.1 Profile/MIDP-2.0 Configuration/CLDC-1.0
  - 3250 — Nokia3250/2.0 (4.07) SymbianOS/9.1 Series60/3.0 Profile/MIDP-2.0 Configuration/CLDC-1.1
  - 3600 — Nokia3600/1.0 SymbianOS/6.1 Series60/0.9 Profile/MIDP-1.0 Configuration/CLDC-1.0
  - 3620 — Nokia3620/1.0 (4.08) SymbianOS/6.1 Series60/1.2 Profile/MIDP-1.0 Configuration/CLDC-1.0
  - 3650 — Nokia3650/1.0 (4.51) SymbianOS/6.1 Series60/1.2 Profile/MIDP-1.0 Configuration/CLDC-1.0
  - 3660 — Nokia3660/1.0 (5.08) SymbianOS/6.1 Series60/1.2 Profile/MIDP-1.0 Configuration/CLDC-1.0.0
  - 5500 — Nokia5500d/2.0 (03.50) SymbianOS/9.1 Series60/3.0 Profile/MIDP-2.0 Configuration/CLDC-1.1
  - 6260 — Nokia6260/2.0 (3.0448.0) SymbianOS/7.0s Series60/2.1 Profile/MIDP-2.0 Configuration/CLDC-1.0
  - 6600 — Nokia6600/1.0 (5.27.0) SymbianOS/7.0s Series60/2.0 Profile/MIDP-2.0 Configuration/CLDC-1.0
  - 6620 — Nokia6620/2.0 (4.22.1) SymbianOS/7.0s Series60/2.1 Profile/MIDP-2.0 Configuration/CLDC-1.0
  - 6630 — Nokia6630/1.0 (5.03.08) SymbianOS/8.0 Series60/2.6 Profile/MIDP-2.0 Configuration/CLDC-1.1
  - 6670 — Nokia6670/2.0 (6.0540.0) SymbianOS/7.0s Series60/2.1 Profile/MIDP-2.0 Configuration/CLDC-1.0
  - 6680 — Nokia6680/1.0 (4.04.07) SymbianOS/8.0 Series60/2.6 Profile/MIDP-2.0 Configuration/CLDC-1.1
  - 6681 — Nokia6681/2.0 (5.37.01) SymbianOS/8.0 Series60/2.6 Profile/MIDP-2.0 Configuration/CLDC-1.1
  - 6682 — Nokia6682/2.0 (4.41.0) SymbianOS/8.0 Series60/2.6 Profile/MIDP-2.0 Configuration/CLDC-1.1
  - 7610 — Nokia7610/2.0 (5.0509.0) SymbianOS/7.0s Series60/2.1 Profile/MIDP-2.0 Configuration/CLDC-1.0
  - 7650 — Nokia7650/1.0 SymbianOS/6.1 Series60/0.9 Profile/MIDP-1.0 Configuration/CLDC-1.0
  - 9210 — Nokia9210/2.0 Symbian-Crystal/6.1 Nokia/2.1
  - 9210c — Nokia9210c/1.0 Symbian-Crystal/6.0
  - 9210i — Nokia 9210i/1.0 Symbian Crystal/6.0
  - 9290 — Nokia9290/Symbian-Crystal/6.0 (1.00)
  - 9300 — Mozilla/4.0 (compatible; MSIE 5.0; Series80/2.0 Nokia9300/05.22 Profile/MIDP-2.0 Configuration/CLDC-1.1)
  - 9500 — Mozilla/4.0 (compatible; MSIE 5.0; Series80/2.0 Nokia9500/4.51 Profile/MIDP-2.0 Configuration/CLDC-1.1)
  - E50 — NokiaE50-1/3.0 (06.27.1.0) SymbianOS/9.1 Series60/3.0 Profile/MIDP-2.0 Configuration/CLDC-1.1
  - E60 — NokiaE60-1/3.0 (1.0610.02.15) SymbianOS/9.1 Series60/3.0 Profile/MIDP-2.0 Configuration/CLDC-1.1
  - E61 — NokiaE61-1/3.0 (1.0610.04.04) SymbianOS/9.1 Series60/3.0 Profile/MIDP-2.0 Configuration/CLDC-1.1
  - E62 — NokiaE62-1/3.0 (2.0618.06.17) SymbianOS/9.1 Series60/3.0 Profile/MIDP-2.0 Configuration/CLDC-1.1
  - E70 — NokiaE70-1/3.0 (1.0610.05.06) SymbianOS/9.1 Series60/3.0 Profile/MIDP-2.0 Configuration/CLDC-1.1
  - N70 — NokiaN70-1/5.0616.2.0.3 Series60/2.8 Profile/MIDP-2.0 Configuration/CLDC-1.1
  - N71 — NokiaN71-1/2.0613 Series60/3.0 Profile/MIDP-2.0 Configuration/CLDC-1.1
  - N72 — NokiaN72/2.0617.1.0.3 Series60/2.8 Profile/MIDP-2.0 Configuration/CLDC-1.1
  - N73 — NokiaN73-1/2.0628.0.0.1 S60/3.0 Profile/MIDP-2.0 Configuration/CLDC-1.1
  - N75 — NokiaN75-3/3.0 (10.1.054); SymbianOS/9.1 Series60/3.0 Profile/MIDP-2.0 Configuration/CLDC-1.1
  - N80 — NokiaN80-1/3.0 (3.0617.0.5) Series60/3.0 Profile/MIDP-2.0 Configuration/CLDC-1.1
  - N90 — NokiaN90-1/3.0545.7.4 Series60/2.8 Profile/MIDP-2.0 Configuration/CLDC-1.1
  - N91 — NokiaN91-1/3.0 (1.00.001.15) SymbianOS/9.1 Series60/3.0 Profile/MIDP-2.0 Configuration/CLDC-1.1
  - N92 — NokiaN92-1
  - N93 — NokiaN93-1/20.0.041 SymbianOS/9.1 Series60/3.0 Profile/MIDP-2.0 Configuration/CLDC-1.1
  - N-Gage — NokiaN-Gage/1.0 (5.10) SymbianOS/6.1 Series60/0.9 Profile/MIDP-1.0 Configuration/CLDC-1.0
  - N-Gage QD — NokiaN-GageQD/2.0 (4.103) SymbianOS/6.1 Series60/1.2 Profile/MIDP-1.0 Configuration/CLDC-1.0

- Off By One
  - Version 3.5a sous Windows XP —  Mozilla/4.7 (compatible; OffByOne; Windows 2000)

- OmniWeb :
  - Version 5.1.1 (v563.51) sous Mac OS X — Mozilla/5.0 (Macintosh; U; PPC Mac OS X; en-US) AppleWebKit/125.4 (KHTML, like Gecko, Safari) OmniWeb/v563.51
  - Version 5.1.2 beta 1 (v563.57) sous Mac OS X — Mozilla/5.0 (Macintosh; U; PPC Mac OS X; en-US) AppleWebKit/125.4 (KHTML, like Gecko, Safari) OmniWeb/v563.57

- Opera :
  - Version 6.03 sous Windows 2000, masqué en MSIE - Mozilla/4.0 (compatible; MSIE 5.0; Windows 2000) Opera 6.03 [en]
  - Version 7.23 sous Windows 98 - Nokia9500/7.23 (Windows 98; U) [en]
  - Version 8.00 sous Gentoo Linux - Opera/8.0 (X11; Linux i686; U; cs)
  - Version 8.02 sous Windows XP - Opera/8.02 (Windows NT 5.1; U; en)
  - Version 8.50 sous Windows XP - Opera/8.50 (Windows NT 5.1; U; en)
  - Version 8.50 sous Windows XP, masqué en MSIE - Mozilla/4.0 (compatible; MSIE 6.0; Windows NT 5.1; en) Opera 8.50
  - Version 8.50 sous Windows XP, masqué en Mozilla - Mozilla/5.0 (Windows NT 5.1; U; en) Opera 8.50
  - Version 8.51 sous Linux QT pour le Twin -  Mozilla/4.0 (compatible,MSIE 6.0,Qt embedded, Linux i686)Opera 8.51 [en];
  - Version 8.54 sous Mac OS X, masqué en MSIE Mozilla/4.0 (compatible; MSIE 6.0; Mac_PowerPC Mac OS X; fr) Opera 8.54
  - Version 9.00 sur Nintendo Wii -  Opera/9.00 (Nintendo Wii; U; ; 1309-9; fr)
  - Version 9.25 sous Ubuntu Linux - Opera/9.25 (X11; Linux i686; U; fr-ca)
  - Version 9.63 sous Fedora 10 - Opera/9.63 (X11; Linux x86_64; U; fr) Presto/2.1.1
  - Version 10.00 beta sous Fedora 10 - Opera/9.80 (X11; Linux x86_64; U; fr) Presto/2.2.15 Version/10.00
  - Version 12.01 sous Ubuntu Linux 12.04 - Opera/9.80 (X11; Linux x86_64; U; Ubuntu; fr) Presto/2.10.289 Version/12.01

- Opera Mobile :
  - Version 9.5 sous Windows Mobile 6.5, Sur HTC Touch2 T3333 avec la ROM HTC officielle vf —  HTC_Touch2_T3333 Opera/9.50 (Windows NT 5.1; U; fr) 
  - Version 12.00 sous Android Gingerbread 2.3.6 - Opera/9.80 (Android 2.3.6; Linux; Opera Mobi/ADR-1207201819; U; fr) Presto/2.10.254 Version/12.00

- Opera Mini :
  - Version 7.0 sous Android Gingerbread 2.3.6 - Opera/9.80 (Android; Opera Mini/7.0.29952/28.2225; U; fr) Presto/2.8.119 Version/11.10

- Opera Next :
  - Version 18.0 sous Windows 7 - Mozilla/5.0 (Windows NT 6.1; WOW64) AppleWebKit/537.36 (KHTML, like Gecko) Chrome/31.0.1650.48 Safari/537.36 OPR/18.0.1284.26 (Edition Next)
  - Version 19.0 sous Windows 8.1 - Mozilla/5.0 (Windows NT 6.3) AppleWebKit/537.36 (KHTML, like Gecko) Chrome/32.0.1700.19 Safari/537.36 OPR/19.0.1326.9 (Edition Next)

- PlayStation 3 : 
  - Version 4.31 — Mozilla/5.0 (PLAYSTATION 3 4.31) AppleWebKit/531.22.8 (KHTML, like Gecko)
  - Version 4.50 — Mozilla/5.0 (PLAYSTATION 3 4.50) AppleWebKit/531.22.8 (KHTML, like Gecko)

- PlayStation Portable :
  - Version 2.00 —  Mozilla/4.0 (PSP (PlayStation Portable); 2.00)

- QtWeb Internet Browser : 
  - Basé sur Nokia Qt Framework
    - Version 3.8.5 sous Windows 7 - Mozilla/5.0 (Windows; U; Windows NT based; fr-FR) AppleWebKit/534.34 (KHTML, like Gecko) QtWeb Internet Browser/3.8.5 http://www.QtWeb.net

- Safari :
  - Version v125 sous Mac OS X — Mozilla/5.0 (Macintosh; U; PPC Mac OS X; en) AppleWebKit/124 (KHTML, like Gecko) Safari/125
  - Version v125 sous Mac OS X, masqué en MSIE —  Mozilla/4.0 (compatible; MSIE 6.0; Windows NT 5.2)
  - Version v312 sous Mac OS X — Mozilla/5.0 (Macintosh; U; PPC Mac OS X; en-us) AppleWebKit/312.1 (KHTML, like Gecko) Safari/312
  - Version 2.0 (v412) sous Mac OS X —  Mozilla/5.0 (Macintosh; U; PPC Mac OS X; it-it) AppleWebKit/412 (KHTML, like Gecko) Safari/412
  - Version 3.0 (v522) sous Vista — Mozilla/5.0 (Windows; U; Windows NT 6.0; fr) AppleWebKit/522.13.1 (KHTML, like Gecko) Version/3.0.2 Safari/522.13.1
  - Version 3.0 (v525) sous iPod touch 2.1 — Mozilla/5.0 (iPod; U; CPU iPhone OS 2_1 like Mac OS X; fr-fr) AppleWebKit/525.18.1 (KHTML, like Gecko) Version/3.1.1 Mobile/5F137 Safari/525.20
  - Version 3.1 (v525) sous Windows XP — Mozilla/5.0 (Windows; U; Windows NT 5.1; fr-FR) AppleWebKit/525.13 (KHTML, like Gecko) Version/3.1 Safari/525.13
  - Version 3.1.2 (v525.21) sous Windows Vista — Mozilla/5.0 (Windows; U; Windows NT 6.0; fr-FR) AppleWebKit/525.19 (KHTML, like Gecko) Version/3.1.2 Safari/525.21
  - Version 3.1.2 (525.20.1) sous Mac OS X —  Mozilla/5.0 (Macintosh; U; Intel Mac OS X 10_5_5; fr-fr) AppleWebKit/525.18 (KHTML, like Gecko) Version/3.1.2 Safari/525.20.1

- SeaMonkey
  - Version 1.0b sous Windows XP — Mozilla/5.0 (Windows; U; Windows NT 5.1; fr-FR; rv:1.8) Gecko/20051219 SeaMonkey/1.0b
  - Version 1.1a sous Linux —  Mozilla/5.0 (X11; U; Linux i686; en-US; rv:1.9a1) Gecko/20051019 SeaMonkey/1.1a
  - Version 1.5a sous Windows XP — Mozilla/5.0 (Windows; U; Windows NT 5.1; en-US; rv:1.9a1) Gecko/20051210 SeaMonkey/1.5a
  - Version 1.7.8 sous Linux —  Mozilla/5.0 (X11; U; Linux i686; en-US; rv:1.7.8) Gecko/20050511

- w3m
  - Version 0.5.1 sous FreeBSD —  w3m/0.5.1

### Robots
| Agent (propriétaire/utilisateur)               | Chaîne User agent |
| ---------------------------------------------- | --- |
| Alexa                                          | ia_archiver |
| Ask Jeeves/Teoma                               | Mozilla/2.0 (compatible; Ask Jeeves/Teoma)                                                                                       |
| Baidu Spider                                   | Baiduspider ( http://www.baidu.com/search/spider.htm)                                                                            |
| cURL on Mac OS X / Darwin PPC (public)         | curl/7.13.1 (powerpc-apple-darwin8.0) libcurl/7.13.1 OpenSSL/0.9.7b zlib/1.2.2                                                   |
| Exabot (Exalead)                               | Mozilla/5.0 (compatible; Exabot/3.0; +http://www.exabot.com/go/robot)                                                            |
| Exabot-NG (Exalead)                            | NG/4.5.5082.67 |
| Exabot-Thumbnails (Exalead)                    | Mozilla/5.0 (compatible; Konqueror/3.5; Linux) KHTML/3.5.5 (like Gecko) (Exabot-Thumbnails)                                      |
| GameSpy HTTP (GameSpy)                         | GameSpyHTTP/1.0 |
| Gigabot (Gigablast)                            | Gigabot/2.0 |
| Googlebot (Google)                             | Googlebot/2.1 (+http://www.google.com/bot.html)                                                                                  |
| Googlebot alternate                            | Mozilla/5.0 (compatible; googlebot/2.1; +http://www.google.com/bot.html)                                                         |
| Googlebot-Image (Google)                       | Googlebot-Image/1.0 |
| Grub (usage: public) (propriétaire: LookSmart) | Mozilla/4.0 (compatible; grub-client-1.4.3; Crawl your own stuff with http://grub.org) Mozilla/4.0 (compatible; grub-client-2.3) |
| Inktomi Slurp                                  | Mozilla/3.0 (Slurp/si; slurp@inktomi.com; http://www.inktomi.com/slurp.html)                                                     |
| msnbot (Microsoft MSN Search)                  | msnbot/1.0 (+http://search.msn.com/msnbot.htm)                                                                                   |
| Qwantify (Qwant)                               | Qwantify |
| Scooter (AltaVista)                            | Scooter-3.2.EX |
| wget (public)                                  | Wget/1.9 |
| W3C validator                                  | W3C_Validator/1.654 |
| Yahoo! Slurp (Yahoo! Search)                   | Mozilla/5.0 (compatible; Yahoo! Slurp; http://help.yahoo.com/help/us/ysearch/slurp)                                              |

### Lettre "U"/"I"
Netscape Navigator utilisait ces deux lettres pour spécifier le niveau de chiffrement, parce que le gouvernement américain n'autorisait pas un chiffrement supérieur à 40 bits à l'extérieur des États-Unis. « U » pour les États-Unis (version avec chiffrement à 128 bits) et « I » pour l'International (le navigateur a un chiffrement de 40 bits et peut être utilisé partout dans le monde). À l'origine, la version « U » était autorisée et téléchargée uniquement depuis les États-Unis, mais depuis que le gouvernement a stoppé cette politique et élevé le chiffrement maintenant autorisé (voir en:Export of cryptography pour plus d'information), il n'est plus obligatoire d'avoir deux versions.
Netscape, Opera et Mozilla distribuent leurs navigateurs uniquement dans la version "U", puisqu'une version internationale n'est plus exigée.

### .NET CLR <version>
Ce texte est inclus dans les user agent Internet Explorer pour spécifier quel framework Microsoft .NET a été installé sur
l'ordinateur. On peut souvent trouver dans les chaînes s'il s'agit de Windows XP ou de Windows Server 2003.